# Ranking Mundial Oficial de Golf

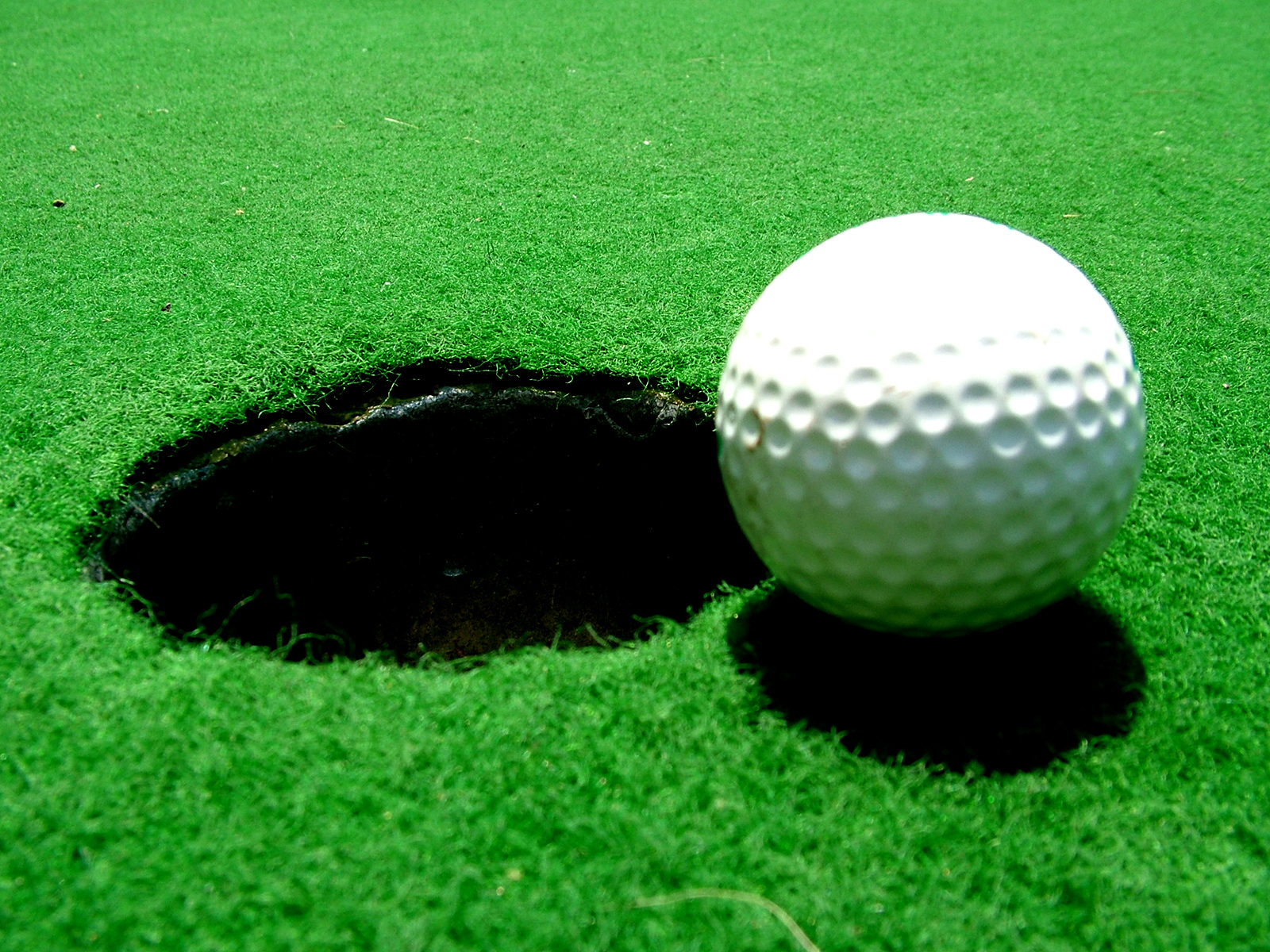
Una pelota de golf cerca de un hoyo

El Ranking Mundial Oficial de Golf  o (en inglés) Official World Golf Ranking (OWGR) es un sistema de clasificación de los golfistas profesionales masculinos. El ranking se crea en 1986, y tiene por objetivo proveer un sistema integrado que permita comparar los resultados obtenidos por golfistas que participan (al año 2020) en más de 20 tours de golf independientes.
La clasificación es actualizada en forma semanal y considera únicamente los resultados en torneos individuales, durante un periodo de dos años móviles, aunque resultados recientes tienen una mayor ponderación. Durante el año 2019 el ranking cubrió a más de 400 torneos en 23 tours. El ranking es utilizado como uno de los criterios de calificación para ingresar a una serie de torneos importantes, incluidos tres Majors (The Masters, US Open, The Open), los cuatro World Golf Championships (WCG) y los juegos olímpicos.

## Historia
El ranking se crea en 1986, por iniciativa de The Royal and Ancient Golf Club of St Andrews (R&A) y tenía como fin contar con un sistema objetivo para determinar los jugadores que recibirían invitaciones al Abierto Británico de Golf. Hasta fines de la década de los 70 existía una clara dominancia en el golf mundial por parte de los jugadores que participaban en el PGA Tour (mayoritariamente norteamericanos). Sin embargo, la década de los 80 trae consigo un resurgimiento del golf europeo, de la manos de figuras como Severiano Ballesteros, Bernhard Langer, Sandy Lyle o Nick Faldo, entre otros. Similarmente, jugadores internacionales como Greg Norman, Nick Price o Isao Aoki también competían con éxito frente a jugadores del PGA Tour. A raíz de lo anterior, no resultaba claro para el R&A cómo ponderar los resultados obtenidos por jugadores en diferentes tours, más aún tomando en consideración que, en ese entonces, los cuatro majors constituían las únicas instancias en que jugadores de distintos tours solían enfrentarse.
Desde 1968, el agente deportivo Mark McCormack había desarrollado un sistema de ranking que integraba los resultados obtenidos por todos los golfistas en los seis tours principales, los cuales tenían lugar en los Estados Unidos, Europa, Australia, Japón y Sudáfrica. El sistema consideraba un periodo de tres años y sólo entregaba puntaje a quienes hubiesen finalizado un torneo en las más altas posiciones.

En vista de lo anterior, en 1986, el R&A decide adoptar el sistema de ranking desarrollado por McCormack, con el fin de determinar qué jugadores recibirían invitaciones para disputar The Open. El ranking recibió el patrocinio de Sony, siendo denominado inicialmente como Sony Ranking. En un principio, el sistema no recibió mayor reconocimiento más allá del R&A, y no es hasta 1997, que el ranking es reconocido y oficializado por los 5 tours principales.
A lo largo de su historia, el sistema de ranking ha sufrido diversas modificaciones. A partir de 1989, se considera el promedio de puntos en vez del total, para que los jugadores que compiten con menor frecuencia no se vean perjudicados. En 1996, se redujo el periodo utilizado para el cálculo de tres a dos años.
Además, a lo largo de la historia se ha incrementado la cantidad de circuitos otorgan puntos para el ranking. El tour asiático se añadió en 2000 (elevando el total de tours principales a seis) y la incorporación de tours menores en el sistema de ponderación ocurrida ese mismo año (siendo los pioneros los tours de desarrollo del PGA Tour y del European Tour, así como el PGA Tour Canada).
En 2004, tras el fallecimiento de Mark McCormack, los derechos sobre el ranking fueron transferidos a la OWGR Company.

## Formato del ranking
El ranking considera todos los eventos disputados por golfistas (tanto profesionales como amateurs) en eventos individuales en cualquiera de los 23 tours incluidos en éste durante las últimas 104 semanas (aproximadamente dos años). El puntaje obtenido en torneos disputados durante las últimas 13 semanas es considerado íntegramente, mientras que la valoración de éstos disminuye a razón de 1/91 a partir de la semana 14, de tal forma que, transcurridas 103 semanas, el puntaje asociado a un evento es equivalente a 1/91 veces el puntaje original del mismo.
El ranking se establece sobre la base de un promedio del puntaje obtenido por el golfista en distintos eventos. Para esto, se suma el puntaje obtenido en todos los torneos (incluida la depreciación del puntaje si el torneo se disputó hace 14 semanas o más) y se divide por el total de torneos disputados durante las últimas 104 semanas. Si el total de eventos individuales disputados por un golfista es inferior a 40, se considera este divisor al calcular el promedio; si, en caso contrario, el número de torneos disputados en los últimos dos años es superior a 52, sólo se consideran los 52 eventos más recientes para calcular el promedio.
Los torneos más prestigiosos otorgan más puntos que los torneos menores. El ranking del evento depende del ranking de los participantes y del tour que sanciona el evento. En la actualidad, los torneos majors otorgan 100 puntos al ganador, el Players Championship 80 puntos, los torneos de la WGC unos 70 puntos, y los principales torneos del PGA Tour rondan los 60 puntos.
Dado el puntaje del ganador en un torneo, la clasificación mundial otorga el 60% de los puntos al segundo puesto, 40% al tercero, 30% al cuarto, 24% al quinto, 14% al décimo, 7% al 20º, 3,5% al 40.º y 1,5% al 60.º. Los jugadores que obtendrían menos de 1,2 puntos se les asigna cero.

## Rating del evento
El rating de un evento se construye sobre la base de la posición en el ranking de todos quienes participan en el mismo. Para ello se determina el rating del evento relativo al ranking mundial y el rating relativo al tour que sanciona el evento. Para el cálculo del rating del evento relativo al ranking mundial se utiliza la siguiente tabla:
| Ranking actual del jugador en el ranking mundial | Rating evento relativo al ranking mundial | Ranking actual del jugador en el ranking mundial | Rating evento relativo al ranking mundial |
| ------------------------------------------------ | ----------------------------------------- | ------------------------------------------------ | ----------------------------------------- |
| 1                                                | 45                                        | 14                                               | 13                                        |
| 2                                                | 37                                        | 15                                               | 12                                        |
| 3                                                | 32                                        | 15 al 30                                         | 11                                        |
| 4                                                | 27                                        | 31 al 34                                         | 10                                        |
| 5                                                | 24                                        | 35 al 38                                         | 9                                         |
| 6                                                | 21                                        | 39 al 43                                         | 8                                         |
| 7                                                | 20                                        | 44 al 50                                         | 7                                         |
| 8                                                | 19                                        | 51 al 55                                         | 6                                         |
| 9                                                | 18                                        | 56 al 60                                         | 5                                         |
| 10                                               | 17                                        | 61 al 70                                         | 4                                         |
| 11                                               | 16                                        | 71 al 80                                         | 3                                         |
| 12                                               | 15                                        | 81 al 100                                        | 2                                         |
| 13                                               | 14                                        | 101 al 200                                       | 1                                         |

En total, un evento puede recibir un rating relativo al ranking mundial máximo de 925, si los primeros 200 jugadores del ranking mundial participan en él.
Además un evento recibe un rating relativo al tour, el cual se construye sobre la base del ranking de los participantes en el ranking propio del tour que sanciona el evento. Para ello se considera la posición de los participantes dentro del ranking interno del tour y se otorga la siguiente valoración:
| Ranking del jugador en el ranking interno del tour | Rating evento relativo al tour |
| -------------------------------------------------- | ------------------------------ |
| 1                                                  | 8                              |
| 2                                                  | 7                              |
| 3                                                  | 6                              |
| 4                                                  | 5                              |
| 5                                                  | 4                              |
| 6 al 15                                            | 3                              |
| 16 al 30                                           | 1                              |

En total, un evento puede recibir un rating relativo al tour máximo de 75 si los primeros 30 jugadores del ranking interno participan en él. En caso de que un evento sea sancionado por dos o más tours, el rating relativo al tour será considerado respecto del tour asociado a la zona geográfica en que se dispute el evento.
Luego, se calcula el rating del evento como la suma del rating relativo al ranking mundial y el rating relativo al tour. Sin embargo, se impone como condición que el rating relativo al tour no puede superar el 75% del rating relativo al ranking mundial. El máximo rating que puede recibir un evento es 1000 (925 más 75).

## Puntaje de un evento
El rating del evento es utilizado para determinar el total de puntos que distribuirá el evento al ganador, tal como se indica en la siguiente tabla:
| Rating del evento | Puntos recibidos por el ganador | Rating del evento | Puntos recibidos por el ganador | Rating del evento | Puntos recibidos por el ganador |
| ----------------- | ------------------------------- | ----------------- | ------------------------------- | ----------------- | ------------------------------- |
| 906 a 1000        | 80                              | 286 a 315         | 48                              | 66 a 70           | 20                              |
| 811 a 905         | 78                              | 256 a 286         | 46                              | 61 a 65           | 19                              |
| 766 a 810         | 76                              | 241 a 255         | 44                              | 56 a 60           | 18                              |
| 721 a 765         | 74                              | 226 a 240         | 42                              | 51 a 55           | 17                              |
| 676 a 720         | 72                              | 211 a 225         | 40                              | 46 a 50           | 16                              |
| 631 a 675         | 70                              | 196 a 210         | 38                              | 41 a 45           | 15                              |
| 586 a 630         | 68                              | 181 a 195         | 36                              | 36 a 40           | 14                              |
| 556 a 585         | 66                              | 166 a 180         | 34                              | 31 a 35           | 13                              |
| 526 a 555         | 64                              | 151 a 165         | 32                              | 26 a 30           | 12                              |
| 496 a 525         | 62                              | 136 a 150         | 30                              | 21 a 25           | 11                              |
| 466 a 495         | 60                              | 121 a 135         | 28                              | 16 a 20           | 10                              |
| 436 a 465         | 58                              | 106 a 120         | 26                              | 11 a 15           | 9                               |
| 406 a 435         | 56                              | 91 a 105          | 24                              | 6 a 10            | 8                               |
| 376 a 405         | 54                              | 86 a 90           | 23                              | 1 a 5             | 7                               |
| 346 a 375         | 52                              | 76 a 85           | 22                              |                   |                                 |
| 316 a 345         | 50                              | 71 a 75           | 21                              |                   |                                 |

Sin desmedro de lo anterior, los cuatro majors (The Masters, US Open, The Open y PGA Championship) entregarán un puntaje de 100 puntos al ganador. Además, todos los eventos sancionados por un determinado tour otorgarán un puntaje mínimo garantizado al ganador, independiente del rating del evento. Este puntaje mínimo es una característica del tour, aunque en el caso de los tours de desarrollo de los dos tours principales - PGA Tour y European Tour - los eventos finales (en que participan jugadores del tour principal) estarán asociados a un  puntaje mínimo garantizado mayor. De esta forma los eventos finales del Korn Ferry Tour y del European Challenge Tour tendrán un puntaje mínimo garantizado de 16 y 13 puntos, respectivamente, en contraste con los eventos regulares, que sólo garantizan un mínimo 14 y 12 puntos al ganador. Similarmente el PGA Tour of Australasia sanciona eventos de segunda categoría, los cuales tienen un puntaje mínimo garantizado de sólo 6 puntos (en contraste con 16 puntos para los eventos regulares). Finalmente, los seis tours más importantes, al igual que los tours de desarrollo del PGA Tour y el European Tour sancionan un evento insignia, el cual está asociado a un puntaje mínimo garantizado superior.
| Tour                            | Puntaje mínimo garantizado | Evento insignia      | Puntaje mínimo garantizado |
| ------------------------------- | -------------------------- | -------------------- | -------------------------- |
| PGA Tour                        | 24                         | Players Championship | 80                         |
| European Tour                   | 24                         | BMW PGA Championship | 64                         |
| Japan Golf Tour                 | 16                         | Japan Open           | 32                         |
| PGA Tour of Australasia         | 16(6)                      | Australian Open      | 32                         |
| Sunshine Tour                   | 14                         | South African Open   | 32                         |
| Asian Tour                      | 14                         | Indonesian Masters   | 20                         |
| Korn Ferry Tour                 | 14(16)                     | Tour Championship    | 20                         |
| European Challenge Tour         | 12(13)                     | Grand Final          | 17                         |
| KPGA Korean Tour                | 9                          | Sin evento insignia  |                            |
| Alps Golf Tour                  | 6                          | Sin evento insignia  |                            |
| Asian Development Tour          | 6                          | Sin evento insignia  |                            |
| China Tour                      | 6                          | Sin evento insignia  |                            |
| EuroPro Tour                    | 6                          | Sin evento insignia  |                            |
| Nordic Golf League              | 6                          | Sin evento insignia  |                            |
| PGA Tour Canada                 | 6                          | Sin evento insignia  |                            |
| PGA Tour LatinoAmerica          | 6                          | Sin evento insignia  |                            |
| PGA Tour Series China           | 6                          | Sin evento insignia  |                            |
| Pro Golf Tour                   | 6                          | Sin evento insignia  |                            |
| Sunshine Tour Winter Series     | 6                          | Sin evento insignia  |                            |
| All Thailand Golf Tour          | 5                          | Sin evento insignia  |                            |
| Big Easy Tour                   | 5                          | Sin evento insignia  |                            |
| Mena Golf Tour                  | 5                          | Sin evento insignia  |                            |
| Professional Golf Tour of India | 5                          | Sin evento insignia  |                            |

Finalmente, el ranking igualmente considera los resultados obtenidos en tours que sancionan eventos de sólo 54 hoyos. De esta forma, los eventos sancionados por el Abema TV Tour, el Alps Golf Tour, el EuroPro Tour, el Nordic Golf League, el ProGolf Tour, y el Sunshine Tour Winter Series entregan al ganador un puntaje mínimo de 4 puntos, mientras que los eventos del All Thailand Golf Tour, el Big Easy Tour, el MENA Golf Tour y el Professional Golf Tour of India tienen un puntaje mínimo garantizado de 3 puntos.
En caso de que un evento sea sancionado por dos o más tours de manera conjunta, el puntaje mínimo garantizado será determinado en base a la zona geográfica en que se realice el evento, correspondiendo utilizar el puntaje mínimo garantizado del tour asociado a ésta.
Dependiendo de la posición en que finalicé el evento, cada jugador recibirá un puntaje correspondiente a un porcentaje de los puntos asignados al ganador de éste. La siguiente tabla presenta los puntos asignados a las distintas posiciones de un evento como porcentaje de los puntos asignados al ganador.
| Posición | Puntaje | Posición | Puntaje | Posición | Puntaje | Posición | Puntaje | Posición | Puntaje | Posición | Puntaje |
| -------- | ------- | -------- | ------- | -------- | ------- | -------- | ------- | -------- | ------- | -------- | ------- |
| 1        | 100%    | 11       | 13%     | 21       | 6.5%    | 31       | 4.4%    | 41       | 3.4%    | 51       | 2.4%    |
| 2        | 60%     | 12       | 12%     | 22       | 6%      | 32       | 4.3%    | 42       | 3.3%    | 52       | 2.3%    |
| 3        | 40%     | 13       | 11%     | 23       | 5.8%    | 33       | 4.2%    | 43       | 3.2%    | 53       | 2.2%    |
| 4        | 30%     | 14       | 10%     | 24       | 5.6%    | 34       | 4.1%    | 44       | 3.1%    | 54       | 2.1%    |
| 5        | 24%     | 15       | 9.5%    | 25       | 5.4%    | 35       | 4%      | 45       | 3%      | 55       | 2%      |
| 6        | 20%     | 16       | 9%      | 26       | 5.2%    | 36       | 3.9%    | 46       | 2.9%    | 56       | 1.9%    |
| 7        | 18%     | 17       | 8.5%    | 27       | 5%      | 37       | 3.8%    | 47       | 2.8%    | 57       | 1.8%    |
| 8        | 16%     | 18       | 8%      | 28       | 4.8%    | 38       | 3.7%    | 48       | 2.7%    | 58       | 1.7%    |
| 9        | 15%     | 19       | 7.5%    | 29       | 4.6%    | 39       | 3.6%    | 49       | 2.6%    | 59       | 1.6%    |
| 10       | 14%     | 20       | 7%      | 30       | 4.5%    | 40       | 3.5%    | 50       | 2.5%    | 60       | 1.5%    |

En caso de empate entre dos o más jugadores, todos los jugadores empatados recibirán el puntaje equivalente al promedio de puntos asignados a todas las posiciones en cuestión; por ejemplo, si tres jugadores terminan igualados en el tercer lugar, cada uno de ellos recibirá un puntaje que corresponde al promedio de los puntos asignados al tercer, cuarto y quinto puesto.
El puntaje mínimo que será asignado a una determinada posición es 1.2 puntos. En caso de que, de acuerdo a la tabla anterior, corresponda la asignación de un puntaje inferior a 1.2, el jugador simplemente recibirá cero puntos. En caso de que dos o más jugadores terminen igualados en una posición que corresponda a un puntaje inferior a 1.2 (es decir, involucrando posiciones puntuables y no puntuables), todos los jugadores en cuestión recibirán un puntaje de 1.2. Como excepción en el caso de los cuatro majors, todos los jugadores que completen el evento recibirán 1.5 puntos.

## Clasificación individual y récords
Desde la creación del ranking, 24 diferentes golfistas han alcanzado el primer puesto de la clasificación. El primer golfista en ostentar la primera posición del ranking fue Bernhard Langer, que se mantuvo en esta posición por tres semanas hasta ser desplazado por Severiano Ballesteros. El jugador que ha permanecido por un mayor número de semanas en la cima del ranking es Tiger Woods con un total de 683 semanas. Igualmente, Tiger Woods ostenta el récord de mayor número de semanas consecutivas como número uno del ranking. Aunque nunca alcanzó el número uno del ranking mundial, Phil Mickelson tiene el récord del mayor número de semanas el segundo puesto con un total de 269 (todas ellas por detrás de Tiger Woods). Además, este último completó en 2018 un total de 25 años consecutivos sin haber abandonado nunca el Top-50.